# Elizabeth of York (1444–1503/04)

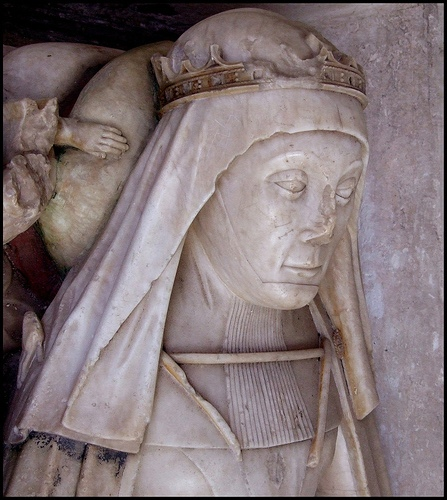
Elizabeth of York

Elizabeth of York, Duchess of Suffolk (* 22. April 1444 in Rouen; † zwischen 7. Januar 1503 und 3. Mai 1504 in Wingfield, Suffolk, England). Sie war die dritte Tochter von Richard Plantagenet, 3. Duke of York, und dessen Frau Cecily Neville, ihre Brüder waren die Könige Eduard IV. und Richard III.
Elisabeth heiratete zwischen 1458 und 1460 John de la Pole, 2. Duke of Suffolk, mit dem sie mindestens elf Kinder hatte:
- John de la Pole, Earl of Lincoln (* 1462/1464; † 1487)
- Edmund de la Pole, 3. Duke of Suffolk (* 1472; † 1513)
- Richard de la Pole († 1525, fiel in der Schlacht bei Pavia)
- Humphrey de la Pole, Geistlicher (* 1474; † 1513)
- William de la Pole, Ritter (* 1478; † 1539)
- Edward de la Pole, Erzdiakon von Richmond († 1485)
- Katherine de la Pole (* vor 1491); ⚭ Lord William Stourton
- Elizabeth de la Pole († nach 1489)
- Geoffrey de la Pole
- Anne de la Pole († nach 1495)
- Dorothy de la Pole

Ihre Söhne galten, da Richard III. nach dem Tode seines Sohnes Edward keine direkten Erben hatte, als Thronfolger des Hauses York auf den englischen Thron.